# Radio JOVE
Radio JOVE (Altlatein jove ‚Gottvater‘, bezieht sich auf den römischen Gott Jupiter) ist ein seit 1998 bestehendes Projekt des Goddard Space Flight Center der amerikanischen Luft- und Raumfahrtbehörde NASA, durch das Bildungseinrichtungen wie Universitäten und weiterführenden Schulen sowie Amateurastronomen der Zugang zu radioastronomischen Aktivitäten ermöglicht wird. Im Rahmen des Projekts werden dazu preisgünstig ein entsprechender Kurzwellenempfänger als Bausatz oder Fertiggerät, die für die Konstruktion einer Dipolantenne notwendigen Kabel und Bauteile sowie Software zur computergestützten Datenaufzeichnung und -auswertung bereitgestellt.
Der sich daraus ergebende Aufbau ist ein hochempfindlicher Empfänger für 15-m-Wellen zum Empfang natürlicher Radiostrahlung der Sonne und des Planeten Jupiter auf einer Frequenz von 20,1 Megahertz. Bei Untersuchung der Sonne ist damit beispielsweise die Aufzeichnung von Strahlungsausbrüchen möglich, die mit Sonneneruptionen in Verbindung stehen. Für Jupiter können unter anderem sogenannte Jupiter-Bursts beobachtet werden, die aus der vulkanischen Aktivität seines Mondes Io und dessen Interaktionen mit dem Planeten resultieren.
Über die Website des Projekts werden außerdem umfangreiche Dokumentationen zur Inbetriebnahme der Hardware und zur Nutzung der Software, ein elektronisches Bulletin mit Neuigkeiten und Beobachtungsmeldungen, eine Mailingliste sowie Unterlagen für Lehrer und Anleitungen für Experimente angeboten. Ein Online-Archiv ermöglicht darüber hinaus den Austausch von aufgezeichneten Daten und den Abgleich eigener Messungen mit den Aufzeichnungen anderer Nutzer. Durch Zusammenarbeit des Radio-JOVE-Projekts mit verschiedenen Universitäten ist über das Internet auch ein Echtzeitzugriff auf 20,1-MHz-Daten von laufenden Radioteleskopen möglich.
In den ersten zehn Jahren seit Beginn des Projekts wurden mehr als 1400 Radio-JOVE-Empfänger verteilt, davon etwa ein Drittel an Nutzer außerhalb der Vereinigten Staaten. Von verschiedenen Anbietern und Privatpersonen sind darüber hinaus technisch vergleichbare Empfänger entwickelt worden, auch der Einsatz geeigneter Radiogeräte sowie von Lösungen auf der Basis von Software Defined Radio ist möglich. Alternativ zur Dipolantenne, die im Radio-JOVE-Projekt aufgrund ihres einfachen und kostengünstigen Aufbaus verwendet wird, können auch platzsparende Antennenvarianten wie beispielsweise Rahmen- oder Moxon-Antennen genutzt werden.